# Аррас-3 (кантон)
Аррас-3 (фр. Arras-3) — кантон во Франции, находится в регионе О-де-Франс, департамент Па-де-Кале. Входит в состав округа Аррас.

## История
Кантон образован в результате реформы 2015 года. В его состав вошли отдельные коммуны упраздненных кантонов Аррас-Сюд, Бомец-ле-Лож и Круазий.

## Состав кантона
В состав кантона входят коммуны (население по данным Национального института статистики за 2018 г.):
- Аньи (1 906 чел.)
- Аррас (10 626 чел.) (южные кварталы)
- Ашикур (7 878 чел.)
- Борен (5 596 чел.)
- Буале-о-Мон (514 чел.)
- Буале-Сен-Марк (247 чел.)
- Буари-Бекерель (460 чел.)
- Буайель (359 чел.)
- Ванкур (644 чел.)
- Гемап (349 чел.)
- Меркатель (707 чел.)
- Нёвиль-Витас (499 чел.)
- Сен-Мартен-сюр-Кожёль (210 чел.)
- Тийуа-ле-Мофлен (1 413 чел.)
- Энен-сюр-Кожёль (523 чел.)
- Энинель (180 чел.)

## Политика
На президентских выборах 2022 г. жители кантона отдали в 1-м туре Марин Ле Пен 29,3 % голосов против 28,1 % у Эмманюэля Макрона и 19,0 % у Жана-Люка Меланшона; во 2-м туре в кантоне победил Макрон, получивший 52,5 % голосов. (2017 год. 1 тур: Марин Ле Пен – 25,7 %, Эмманюэль Макрон – 23,0 %, Жан-Люк Меланшон – 19,7 %, Франсуа Фийон – 15,4 %; 2 тур: Макрон – 59,2 %. 2012 год. 1 тур: Франсуа Олланд — 30,8 %, Николя Саркози — 22,5 %, Марин Ле Пен — 19,5 %; 2 тур: Олланд — 57,0 %).
С 2015 года кантон в Совете департамента Па-де-Кале представляют член совета коммуны Тийуа-ле-Моффлен Мариз Кове (Maryse Cauwet) и бывший депутат Европейского парламента, бывший мэр города Борен Жан-Луи Котиньи (Jean-Louis Cottigny) (оба – Социалистическая партия).
|                | Кандидаты                     | Партия                      | Первый тур | Первый тур     | Второй тур | Второй тур |
| Кол-во голосов | Кандидаты                     | Партия                      | % голосов  | Кол-во голосов | % голосов  |            |
| -------------- | ----------------------------- | --------------------------- | ---------- | -------------- | ---------- | ---------- |
|                | Мариз Кове Жан-Луи Котиньи    | Социалистическая партия     | 3 791      | 43,96          | 5 516      | 68,06      |
|                | Жюльет Дорн Тьерри Дюкру      | Национальное объединение    | 2 282      | 26,46          | 2 589      | 31,94      |
|                | Эрик Венель Мари Пиньон       | Европа Экология — «Зелёные» | 2 014      | 23,36          |            |            |
|                | Коринна Дельтомб Рене Шевалье | Коммунистическая партия     | 536        | 6,22           |            |            |

|                | Кандидаты                  | Партия                      | Первый тур | Первый тур     | Второй тур | Второй тур |
| Кол-во голосов | Кандидаты                  | Партия                      | % голосов  | Кол-во голосов | % голосов  |            |
| -------------- | -------------------------- | --------------------------- | ---------- | -------------- | ---------- | ---------- |
|                | Мариз Кове Жан-Луи Котиньи | Социалистическая партия     | 3 846      | 30,20          | 4 808      | 38,45      |
|                | Марк Дерамо Сильви Лафон   | Правый блок                 | 3 349      | 26,29          | 4 000      | 31,99      |
|                | Тьерри Дюкру Катрин Феллер | Национальный фронт          | 3 606      | 28,31          | 3 695      | 29,55      |
|                | Эрик Венель Сильвен Дюпон  | Европа Экология — «Зелёные» | 1 202      | 9,44           |            |            |
|                | Фабьян Натан Рене Шевалье  | Левый фронт                 | 734        | 5,76           |            |            |